# Schuhwerfen
Das Schuhwerfen ist ein historischer Brauch in der Art eines Orakels, bei dem Dienstleute ein göttliches Zeichen bezüglich ihrer Zukunft im Hause des Dienstherrn suchten.

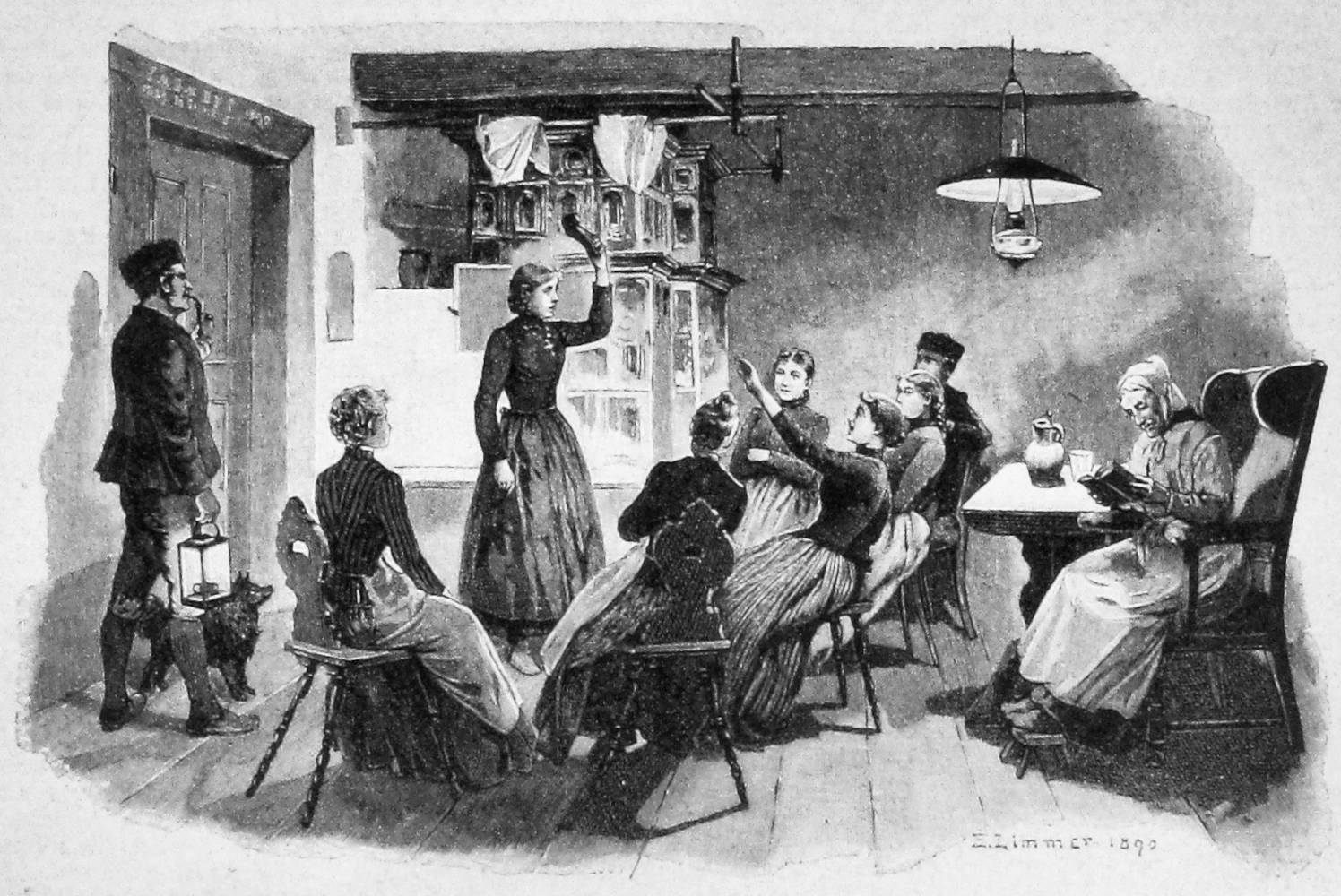
Schuhwerfen, in: Die Gartenlaube, 1890, Heft 26.

## Technik
Hierzu setzte sich die Person in einem Zimmer auf den Boden, steckte den Fuß zur Hälfte in einen Schuh und warf den Schuh über sich hinweg. Nach manchen Quellen saß die Person hierzu mit dem Rücken zur Tür und warf den Schuh gegen diese Tür. Aus der Endlage des herabgefallenen Schuhs, insbesondere ob die Spitze oder die Ferse zur Tür zeigte, leitete die Person ab, ob sie im aktuellen Jahr im gleichen Diensthaus wieder eine Anstellung bekam.

## Trivia
Der Erzählung nach soll am 10. September 1655 im Dorf Cossebaude, einem heutigen Ortsteil der sächsischen Landeshauptstadt Dresden, durch etliche Dienstleute das Schuhwerfen durchgeführt worden sein, bei dem sich eine Magd beim Bücken mit tödlicher Folge ein Brotmesser in das Herz stieß, das sie am Busen trug.